# دهکده فرهنگی آزوچی مومویامای ایسه
دهکده فرهنگی آزوچی مومویامای ایسه (به ژاپنی: 伊勢安土桃山城下街) یک پارک تفریحی پیرامون فرهنگ و تاریخ دوره آزوچی-مومویاما است که در استان میه، شهر ایسه، ژاپن، در سال ۱۹۹۳ افتتاح شد. در این پارک قلعه آزوچی بازسازی شده و داخل آن قابل بازدید است.